# 森山瑛
森山 瑛（もりやま あき、2002年6月12日 - ）は日本の俳優。東京都出身。

## 略歴
幼少期、仮面ライダーが大好きで、小学2年生ぐらいまでは仮面ライダーになることが夢だった。中学3年生でスカウトされた際に、スカウトを受けることを決めた理由は俳優になったら、一度あきらめた仮面ライダーという夢がかなうと思ったからである。。

## 人物
- 趣味 : 体を動かすこと、プラモデル作り、釣り[1]
- 特技 : 水泳、バレーボール、サッカー、魚捌き[1]

## 出演

### テレビドラマ
- 3年A組-今から皆さんは、人質です-（2019年1月6日 - 3月10日、日本テレビ） - 立野寛人 役[3]
- IP〜サイバー捜査班 第5話（2021年8月12日、テレビ朝日） - 平塚拓夢 役
- めざましドラマ「めぐる。」（2021年、フジテレビ）
- パパとムスメの7日間（2022年7月27日 - 9月14日、TBS） - 大場真志 役
- ひきこもり先生 シーズン2（2022年12月17日・24日、NHK総合） - 高野祐介 役
- 育休刑事 第2話（2023年4月25日、NHK総合） - 篠塚純司 役

### 映画
- テイクオーバーゾーン（2020年6月12日） - 高須光星 役[4]
- 素足のスア（2024年2月10日、第10回日本映画大学卒業制作） - 相馬光輝 役[5]

### テレビ番組
- 痛快TV スカッとジャパン ファミリースカッと「親権を取るために頑張った父に訪れた奇跡」（2021年3月1日、フジテレビ）[6]

### 配信コンテンツ
- 3年A組-今から皆さんだけの、卒業式です-（2019年3月10日・17日、Hulu） - 立野寛人 役[7]
- カラオケDAM「胸キュン男子（シェアハウス篇）」（2020年6月2日、カラオケDAM） - シュン 役[8]
- イケMEN！～3分だけのキュン彼氏～第7話（2021年12月23日、Spotify、オーディオドラマ） - オネエ彼氏・チアキ 役[9]